# 克利緬托韋 (阿赫特爾卡區)
50°22′51″N 34°55′30″E / 50.38083°N 34.92500°E
克利門托韋（烏克蘭語：Климентове）是位於烏克蘭東北部的村莊，由蘇梅州奥赫蒂尔卡区的奧赫蒂爾卡市鎮負責管轄。該村處於沃爾斯克拉河左岸，距離利托夫卡和扎盧扎尼2.5公里，海拔高度112米，2001年人口136。